# Head over Heels (videogioco)
Head over Heels è un videogioco di avventura dinamica pubblicato nel 1987 da Ocean Software per gli home computer a 8 bit Amstrad CPC, Amstrad PCW, Atari 8-bit, Commodore 64, MSX e ZX Spectrum. Successivamente uscì anche per Atari ST (1989) e Amiga (1991).
Venne sviluppato inizialmente per Amstrad e Spectrum da Jon Ritman (programmazione) e Bernie Drummond (grafica), già autori di Batman, del quale riprende molto la meccanica di gioco, con importanti innovazioni, anzitutto la presenza di due personaggi controllabili.
Head over Heels fu molto apprezzato dalla critica, ricevendo tra l'altro una "medaglia d'oro" dalla rivista Zzap!.

## Trama
Il malvagio impero di Blacktooth ha schiavizzato altri quattro pianeti, e dal libero pianeta Freedom sono state inviate qui le due spie Head e Heels per tentare di provocare la rivolta nell'impero.
I due tuttavia sono stati catturati, e quando il gioco inizia sono rinchiusi in stanze separate del castello di Blacktooth. Devono riuscire a riunirsi e fuggire, quindi dal sistema di teletrasporti sulla luna di Blacktooth possono scegliere se tornare a casa subito e completare il gioco per principianti, oppure affrontare gli altri mondi. Si possono raggiungere, senza un ordine prestabilito, i mondi di Penitentiary (una grande prigione), Safari (una zona di giungla), Book World (una grande biblioteca) ed Egyptus (che ricorda l'antico Egitto). Per completare la missione in ciascun mondo, e infine in Blacktooth stesso, bisogna ritrovare la rispettiva corona perduta.
L'espressione inglese "head over heels" significa "sconvolto", "sottosopra", ma letteralmente vuol dire "testa sopra i talloni"; i due protagonisti sono appunto "Testa" e "Talloni" e hanno l'aspetto di due creature tondeggianti e cartonesche, Head è perlopiù una testa con piccole braccia e ali mentre Heels ha due grossi piedi. Oltre ad avere proprie capacità individuali, i due possono combinarsi per operare insieme, quando Head sale sopra la testa di Heels.

## Modalità di gioco
L'ambiente di gioco è formato da un grande labirinto di stanze tridimensionali, ciascuna con visuale isometrica fissa a orientazione diagonale, a volte con piattaforme a diverse altezze. In totale su tutti i mondi ci sono oltre 300 stanze, che possono essere collegate da porte sui quattro lati, ma anche verticalmente tramite aperture nel pavimento o da teletrasporti.
Il giocatore può passare in ogni momento dal controllo di Head a quello di Heels, ovunque si trovino, oppure può controllarli come un unico personaggio quando sono agganciati. Entrambi possono muoversi nelle quattro direzioni cardinali e saltare anche all'indietro.
Head può saltare più in alto, planare e sparare ciambelle che paralizzano i nemici, mentre Heels corre più veloce e può trasportare oggetti con una borsa. Tuttavia, tanto la borsa quanto lo spara-ciambelle e relative munizioni devono prima essere trovati. Ulteriori capacità si hanno quando i personaggi sono uniti.
Altri tipi di oggetti dall'aspetto poco intuitivo, come pesci e conigli, forniscono bonus e power-up temporanei.
Per addentrarsi nel labirinto, oltre all'esplorazione è necessario risolvere enigmi e superare ostacoli. Ad esempio può essere necessario spostare elementi dello scenario per fare da gradini e raggiungere punti inaccessibili, trovare interruttori che disabilitano le difese, o riseparare Head e Heels dopo che si sono uniti.
Si può incontrare una varietà di mostri, guardie, trappole, e al contatto con un qualsiasi pericolo si perde una vita. Head e Heels hanno ciascuno una serie indipendente di 8 vite.
Le versioni a 8 bit, eccetto quella per Amstrad CPC, nell'area di azione hanno grafica monocroma, ma in ogni caso molto apprezzata dalla critica per il suo dettaglio.

## Altre versioni
Esistono anche, non ufficiali e non commerciali, un porting di Head over Heels per Commodore 16 (1990) e remake per i computer moderni (2003, 2009). Elite Systems pubblicò nel 2012 un'app per iPad e iPhone che emula fedelmente l'originale per ZX Spectrum.